# María Ángeles Fernández Lebrato
María Ángeles Fernández Lebrato (Valladolid, 12 de septiembre de 1970) es una deportista española que compitió en natación adaptada. Ganó cinco medallas en los Juegos Paralímpicos de Atlanta 1996.

## Biografía
Compitió en los Juegos Paralímpicos de Barcelona 1992, donde consiguió cinco diplomas olímpicos. Al quedarse cerca de las medallas decidió ir a por más y se preparó para los Juegos Paralímpicos de Atlanta 1996 donde consiguió cinco medallas: dos platas y tres bronces.
En los Juegos Paralímpicos de Sídney 2000 volvió a la modalidad de ciclismo, compitiendo con el tándem y obtuvo los diplomas de ruta y persecución.
Además de la competición deportiva, Fernández Lebrato ha participado en diversas actividades para el fomento del deporte desde distintos ámbitos. Estuvo junto a otras personalidades y deportistas en las II Jornadas de Deporte, Igualdad y Violencia de Género, celebradas en Valladolid con el objetivo de fomentar, desde el deporte, la lucha contra la violencia de género.
Realizó talleres de natación en institutos de enseñanza secundaria de la provincia de Ávila, con el proyecto "Tiempos paralímpicos", dentro del programa ‘Deporte y discapacidad’, promovido por la Consejería de Cultura y Turismo para sensibilizar y acercar el deporte adaptado.

## Palmarés internacional
| Juegos Paralímpicos | Juegos Paralímpicos      | Juegos Paralímpicos | Juegos Paralímpicos    |
| Año                 | Lugar                    | Medalla             | Prueba                 |
| ------------------- | ------------------------ | ------------------- | ---------------------- |
| 1996                | Atlanta (Estados Unidos) | Medalla de plata    | 100 m libre B2         |
| 1996                | Atlanta (Estados Unidos) | Medalla de plata    | 200 m estilos B2       |
| 1996                | Atlanta (Estados Unidos) | Medalla de bronce   | 50 m libre B2          |
| 1996                | Atlanta (Estados Unidos) | Medalla de bronce   | 400 m libre B2         |
| 1996                | Atlanta (Estados Unidos) | Medalla de bronce   | 4 × 100 m estilos B1-3 |